# Uniwersytet w Swansea
Uniwersytet w Swansea (ang. Swansea University, wal. Prifysgol Abertawe) – uniwersytet znajdujący się w Swansea, w Walii, w Wielkiej Brytanii. 
W 1920 roku, zgodnie z postanowieniem ogłoszonym przez walijską komisję do spraw edukacji wyższej (ang. Haldane Commission into University Education), uniwersytet uzyskał uprawnienia jako University College of Swansea, dołączając do grona trzech koledży tworzących wspólnie Uniwersytet Walijski. W 1996 roku, w związku ze zmianami w strukturze Uniwersytetu Walijskiego, nazwa uczelni została zmieniona na University of Wales Swansea. Nowa nazwa, Swansea University, została formalnie przyjęta 1 września 2007, kiedy to Uniwersytet Walijski stał się instytucją samą w sobie a tworzące go kolegia samodzielnymi uniwersytetami.
Pod względem liczby studentów, uniwersytet jest trzecią co do wielkości uczelnią w Walii. Kampus uniwersytecki znajduje się w pobliżu wybrzeża, na północ od zatoki Swansea Bay i na wschód od Półwyspu Gower, na terenie parku Singleton Park, niedaleko centrum miasta. W 2005 roku, w ramach przygotowań do wprowadzenia ewentualnych zmian w strukturze Uniwersytetu Walijskiego, uczelnia otrzymała własne prawa do nadawania stopni naukowych.
Uniwersytet w Swansea oraz uniwersytet w Cardiff (ang. Cardiff University) współzawodniczą w corocznej sportowej rywalizacji uniwersytetów, tzw. Welsh Varsity, która jest walijskim odpowiednikiem rywalizacji między uniwersytetami w Cambridge i Oxfordzie (znanych pod wspólną nazwą Oxbridge).

## Struktura i zarząd
W 1920 roku, na mocy tzw. karty królewskiej (ang. royal charter), uniwersytet uzyskał uprawnienia do prowadzenia kształcenia na poziomie wyższym. Podobnie jak wiele innych uczelni w Wielkiej Brytanii, uniwersytet w Swansea działa w oparciu o własną konstytucję, która jest określona w jego statucie oraz karcie królewskiej. Głównym organem zarządzającym uniwersytetem jest Rada, wspierana przez Senat i Sąd.
- Rada składa się z 29 członków: kanclerza, pro-kanclerzy, zastępcy kanclerza, skarbnika, zastępców pro-kanclerzy, a także reprezentantów pracowników, studentów, członków rady miasta oraz osób cywilnych. Rada jest odpowiedzialna za wszystkie działania uczelni oraz posiada dobrze rozwiniętą strukturę, co pozwala na wywiązywanie się z nadanych praw i obowiązków.
- Senat składa się z 200 członków, z których większość to pracownicy naukowi, ale obejmuje również przedstawicieli samorządu studenckiego (ang. Students' Union), oraz studenckiego stowarzyszenia sportowego (ang. Athletic Union). Senatowi przewodniczy zastępca kanclerza, który stoi na czele uczelni zarówno w sprawach naukowych jak i administracyjnych. Senat jest głównym organem uczelni i jest odpowiedzialny za sposób nauczania oraz przeprowadzania badań naukowych.
- Trybunał składa się z ponad 300 członków, reprezentantów instytucji zarówno lokalnych jak i krajowych, którzy współuczestniczą w życiu uczelni. Sąd zbiera się każdego roku w celu omówienia rocznego sprawozdania z działalności uczelni oraz sprawozdania finansowego, a także w celu przedyskutowania bieżących problemów i spraw dotyczących szkolnictwa wyższego.

## Struktura akademicka

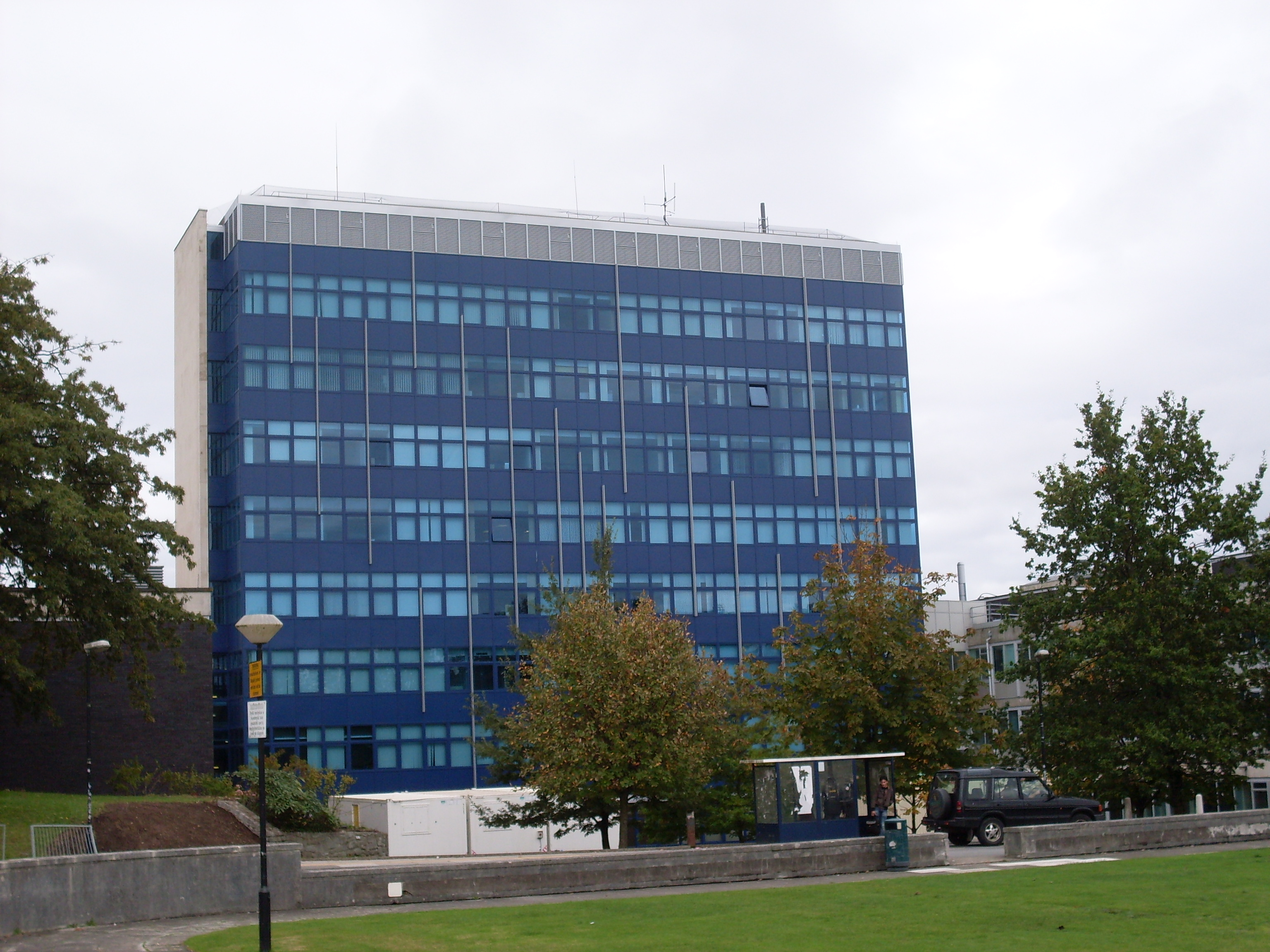
Faraday Tower, siedziba Szkoły Inżynierii oraz Nauk ścisłych

Wydziały uczelni zorganizowane są w 8 szkołach:
- Szkoła Nauk Humanistycznych i Pięknych (do niedawna funkcjonujące jako dwie oddzielne szkoły): Amerykanistyka, Historia Starożytna i Egiptologia, Lingwistyka Stosowana, Filologia Klasyczna, Język Walijski, Język Angielski, Język Francuski, Język Niemiecki, Historia, Język Włoski, Nauka o Wiekach Średnich, Media i Komunikacja, Nauki Polityczne i Stosunki Międzynarodowe, Filozofia, Polityka i Ekonomia (ang. PPE), Iberystyka, Tłumaczenie, Wojna i Społeczeństwo
- Szkoła Biznesu i Ekonomii: wydział Biznesu oraz Ekonomii
- Szkoła Nauk o Środowisku i Społeczeństwie: Biologia, Geografia, Centrum Badań nad Rozwojem, Socjologia i Antropologia
- Szkoła Nauk o Człowieku i Zdrowiu: Badania nad Dorosłymi, Biomedycyna, Nauka o Zdrowiu Dziecka, Badania Kliniczne, Ratownictwo Medyczne, Nauka o Zdrowiu E Health Learning, Ekonomia i Polityka Zdrowotna, Położnictwo i Problematyka Płci, Psychiatria, Filozofia i Prawo w Opiece Zdrowotnej, Podstawowa Opieka Zdrowotna, Zdrowie Publiczne i Osób Starszych, Psychologia, Nauki Społeczne, Pedagogika Dziecka, Nauka o Sporcie
- Szkoła Inżynierii: Aeronautyka, Inżynieria Biologiczna i Chemiczna, Inżynieria Cywilna, Inżynieria Elektryczna i Elektroniczna, Technologia Komunikacji i Informacyjna, Inżynieria Materiałów, Mechanika, Inżynieria Medyczna, Nanotechnologia, Inżynieria Projektu Produktu
- Szkoła Medycyny: Medycyna (dla absolwentów innych kierunków), Centrum Informacji o Zdrowiu, Prowadzenie Badań i Ewaluacja, Instytut Nauk Przyrodniczych, Badania w Dziedzinie Biomedycyny, Zespół do Badań nad Genetyką
- Szkoła Prawa: Międzynarodowe Prawo Morskie, Prawo Handlu, Prawo w Biznesie, Praktyka Adwokacka, instytut do badań nad międzynarodowym prawem w żegludze oraz handlu (ang. Institute of International Shipping and Trade Law (IISTL)),centrum do badań nad prawem środowiska oraz prawem i polityką energetyczną (ang. The Centre for Environmental and Energy Law and Policy (CEELP)), Studia Prawnicze (kończące się nadaniem tytułu Bachelor of Laws (LLB))
- Szkoła Nauk Ścisłych: Informatyka, Matematyka i Fizyka

## Zakwaterowanie studentów
Uniwersytet w Swansea oferuje około 3400 miejsc w akademikach uniwersyteckich co pozwala zapewnić zakwaterowanie nawet 98% nowych studentów rozpoczynających studia pierwszego stopnia. Zakwaterowanie jest dostępne także dla wszystkich międzynarodowych studentów studiów podyplomowych.
Uczelnia zarządza akademikami znajdującymi się zarówno na terenie kampusu jak i na terenie specjalnie utworzonej wioski studenckiej Hendrefoelan Student Village. Kilka nowych akademików zostało oddanych do użytku w 2004 i 2008 roku.
Uniwersytet zarządza także nieruchomościami znajdującymi się w dzielnicach Uplands oraz Brynmill.

### Wioska Studencka Hendrefoelan Student Village
Wioska Hendrefoelan Student Village, znajdująca się ok. 4 km od głównego kampusu uniwersytetu, jest największym należącym do uczelni obszarem zakwaterowania 1644 studentów. Wioska, otoczona dużą ilością zieleni, zlokalizowana jest niedaleko głównej trasy prowadzącej ze Swansea na Półwysep Gower.

### Akademiki na terenie kampusu
Na terenie kampusu znajduje się 9 akademików mogących zapewnić zakwaterowanie 1226 studentom. W niektórych dostępne jest częściowe wyżywienie; studenci mają do wyboru pokoje standardowe lub z łazienkami. Trzy z akademików (Caswell, Lagland i Oxwich) zostały oddane do użytku w 2004 roku, akademiki Kilvey, Preseli, Rhossili oraz Cefn Bryn (wcześniej noszące nazwy Sibly, Lewis Jones, Mary Williams Annexe oraz Mary Williams) zostały odnowione w ostatnich latach. Penmaen i Horton to dwa najnowsze budynki zapewniające zakwaterowanie w 351 pokojach z łazienkami. Wiele pokoi posiada widok na zatokę lub park Singleton.

### Domy Tŷ Beck
Studenci studiów podyplomowych, posiadający rodziny lub przybywający na wymianę międzynarodową zakwaterowani są w sześciu wiktoriańskich domach znajdujących się w dzielnicy Uplands, około 1,5 kilometra od kampusu.

## Rozwój

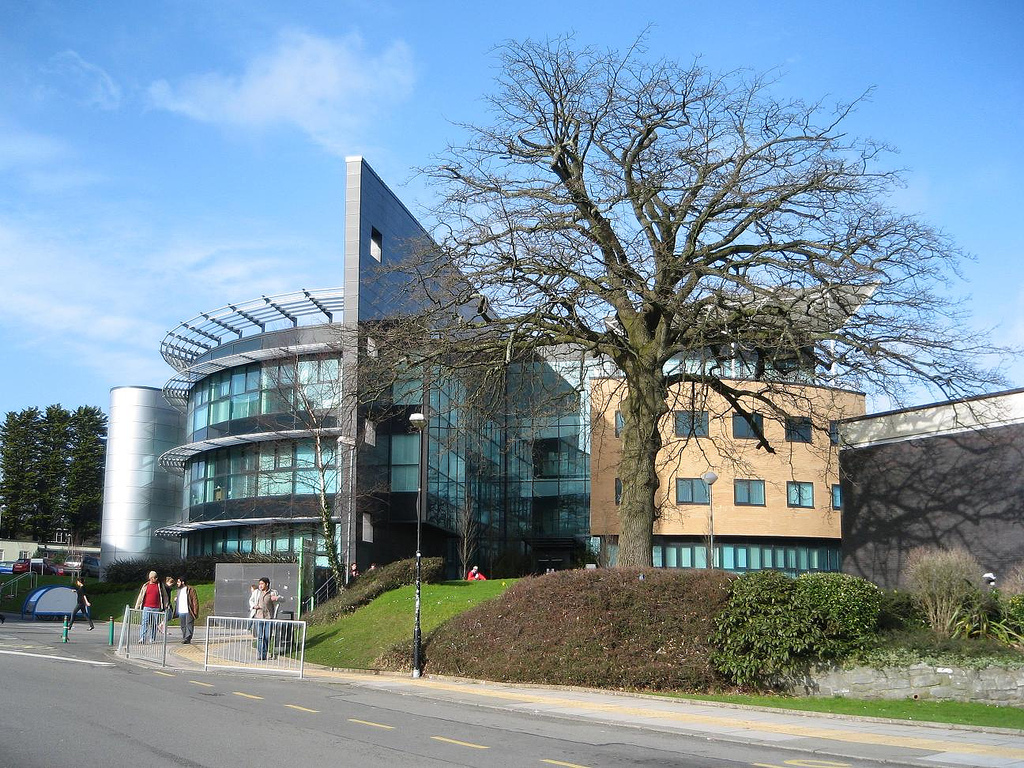
W budynku Digital Technium znajduje się najbardziej zaawansowane technologicznie pomieszczenie typu Virtual Reality w Wielkiej Brytanii.

W ciągu ostatnich lat uczelnia została poddana procesom restrukturyzacji poszerzając swoją ofertę z zakresu dziedzin takich jak historia, język angielski, geografia oraz informatyka; zamknięte zostały jednak wydziały socjologii, antropologii oraz filozofii. Wydział chemii nie przeprowadza już naboru na studia pierwszego stopnia, choć w dalszym ciągu prowadzone są tu badania i kontynuowana jest nauka na studiach podyplomowych. Jednym z najnowszych kierunków jest inżynieria w zakresie aeronautyki. W 2004 roku rozpoczęta została także współpraca z uniwersytetem w Cardiff co pozwoliło wprowadzić czteroletni kierunek dla absolwentów studiów pierwszego stopnia, prowadzący do uzyskania tytułu doktora medycyny (ang. MB BCh). W 2007 roku uniwersytet uzyskał prawa do samodzielnego prowadzenia tegoż kierunku. 
Na początku 2006 roku organizowane na terenie zachodniej Brytanii posiedzenie międzynarodowej konferencji na temat myśli politycznej (ang. International Conference for the Study of Political Thought) zostało przeniesione z uniwersytetu w Exeter na Wydział Polityki i Stosunków Międzynarodowych w Swansea.
W lipcu 2007 roku Instytut Nauk Przyrodniczych (ang. Institute of Life Science) został otwarty jako instytut badawczy podlegający szkole medycyny. Siedzibą Instytutu ILS jest sześciopiętrowy budynek w którym znajdują się laboratoria, kompleksy inkubacji biznesu oraz superkomputer IBM Blue C. Jest on wykorzystywany do tworzenia projektów dotyczących analizy genomów wirusowych, modelowania epidemiologicznego, prowadzenia dużych baz danych oraz przeprowadzania analiz genetycznych z zakresu podatności na choroby. W lipcu 2009 roku, ogłoszono projekt rozwoju Instytutu. Łącznie ze środków zgromadzonych przez uczelnię, organ wykonawczy Walijskiego Zgromadzenia Narodowego (ang. Welsh Assembly Government), Unię Europejską oraz radę do spraw zdrowia Abertawe Bro Morgannwg University Health Board zainwestowano £30mln (ok. 135 mln zł.)
W listopadzie 2007 roku uniwersytet rozpoczął współpracę z organizacją Navitas, która zaowocowała utworzeniem w Swansea koledżu International College Wales Swansea oferującego programy jednoroczne oraz kursy przygotowujące do studiów podyplomowych na terenie kampusu. Pierwszy nabór miał miejsce w 2008 roku.

## Centrum Innowacji Boots

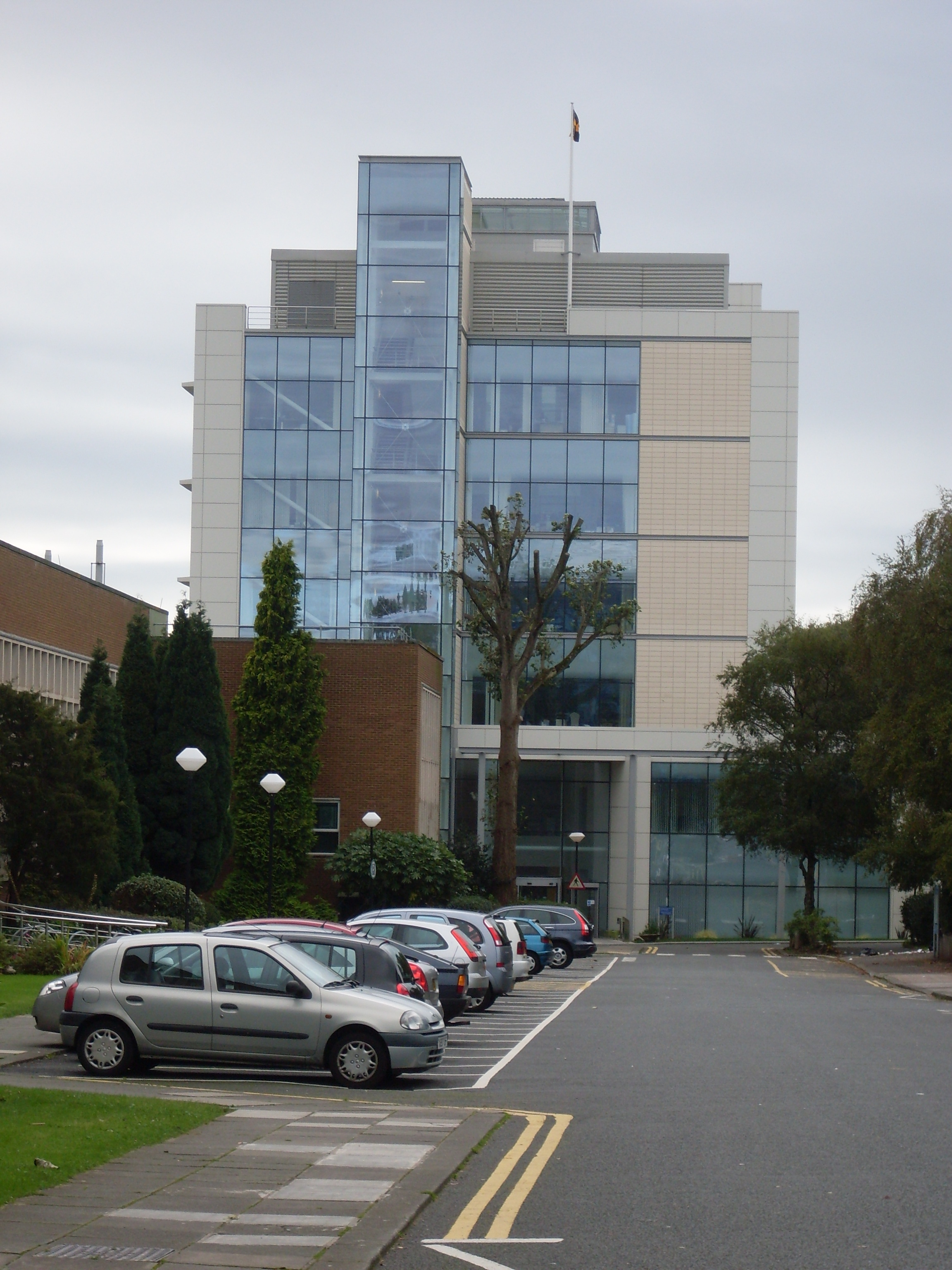
W budynku ILS znajdują się Centrum Innowacji Boots oraz superkomputer IBM Blue-C

Centrum Innowacji Boots powstało w kwietniu 2007 roku jako partnerska organizacja charytatywna łącząca firmę farmaceutyczno-drogeryjną Boots Chemist, organizację Longbow Capital, uniwersytet oraz organ wykonawczy Walijskiego Zgromadzenia Narodowego (ang. Welsh Assembly Government). Centrum zostało utworzone w celu prowadzenia ścisłej współpracy z nowymi firmami lub indywidualnymi wynalazcami w celu opracowania nowych, innowacyjnych produktów i technologii w sektorze zdrowia i urody, a ostatecznie do wprowadzenia nowych produktów do sklepów drogeryjnych sieci Boots.

## Plan kampusu
Przyspieszający rozwój działalności badawczej wywołuje rosnącą potrzebę zagospodarowywania nowych przestrzeni i rozbudowywania infrastruktury uczelni. Uniwersytet powołał niedawno zespół konsultantów – Actium Consult – w celu ustalenia strategii zagospodarowania terenów należących do uczelni w ciągu kolejnych dziesięciu lat z uwzględnieniem dalszego rozwoju instytucji oraz rosnącej liczby studentów. Głównym założeniem zespołu było przeanalizowanie wszystkich dostępnych rozwiązań. Ustalono, iż konieczne będzie zagospodarowanie nowych obszarów w celu zapewnienia odpowiednich warunków do prowadzenia dalszej działalności i sprostania przyszłym potrzebom. Zasugerowano trzy możliwe rozwiązania:
1. Zburzenie budynków Fulton House oraz Union House, a następnie przebudowanie tego obszaru
2. Remont budynku Fulton House oraz zagospodarowanie przestrzeni między szpitalem Singleton a kompleksem akademików
3. Rozważenie zagospodarowania alternatywnej lokalizacji (raport ocenia dwa potencjalne obszary).

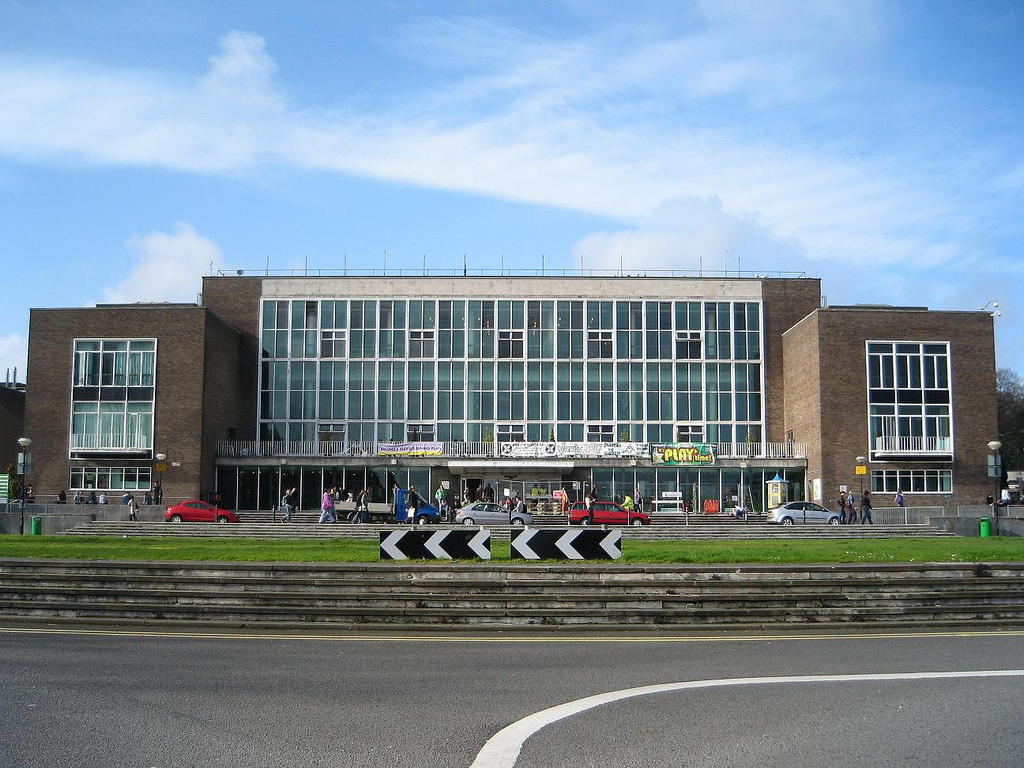
Budynek Fulton House, Uniwersytet w Swansea

Zdaniem konsultantów, najlepszym rozwiązaniem byłaby przebudowa centralnej części kampusu, choć wciąż nie zapewni to rozwiązania wszystkich problemów. Uczelnia musi również rozważyć potrzebę zapewnienia zakwaterowania większej liczbie studentów w przyszłości. Obecnie rozważane są wszystkie możliwe rozwiązania, uniwersytet konsultuje się z pracownikami jak również z członkami społeczności lokalnej, w celu podjęcia najodpowiedniejszych kroków.
W piśmie przedstawionym komitetowi do spraw przedsiębiorczości i nauczania podlegającemu Walijskiemu Zgromadzeniu Narodowemu (ang. Welsh Assembly’s Enterprise and Learning Committee) w styczniu 2008 roku, stwierdzono, iż „prowadzone są zaawansowane rozmowy” dotyczące utworzenia innowacyjnego kampusu na nowym terenie. Miałby on stać się siedzibą dla kierunków takich jak inżynieria, przetwarzanie danych, telekomunikacja, a także dla szkół biznesu i prawa. Mogłyby się tu także znaleźć pomieszczenia i laboratoria badawcze zarówno dla małych jak i dużych firm. Jedną z propozycji jest zagospodarowanie liczącego 100 akrów (0,40 km²) obszaru znajdującego się w okolicy ulicy Fabian Way na terenie zwanym Crymlyn Burrows.

## Rankingi uczelniane
W roku 2008, w tabeli 100 najlepszych uczelni w Wielkiej Brytanii (z wszystkich 109), opublikowanej przez brytyjski dziennik The Times, uniwersytet w Swansea został sklasyfikowany na 46 miejscu – cztery pozycje wyżej niż w roku 2004, lecz także cztery pozycje niżej niż w roku 2005. Ponadto w roku 2005, uniwersytet otrzymał przyznawaną przez dziennik the Times nagrodę The Times Higher Education Supplement Award, za zdobycie tytułu uczelni oferującej „najlepsze studenckie przeżycie”. Badanie zostało jednak skrytykowane i uznane za mało rzetelne, gdyż wyboru dokonywano jedynie na podstawie opinii studentów. Uniwersytet, w roku 2006, wymieniony został również w światowym rankingu 500 najlepszych uczelni świata, opublikowanym przez uniwersytet w Szanghaju (ang. Shanghai Jiao Tong University World Rankings), plasując się w przedziale miejsc od 401 do 500. Dodatkowo, w 2008 roku w światowym rankingu uczelni dziennika The Times (ang. The Times Higher Education Supplement of World University Rankings), uniwersytet w Swansea sklasyfikowany został jako 347 uniwersytet (w roku 2007 plasował się w przedziale miejsc od 401 do 500). W klasyfikacji brytyjskiego dziennika The Guardian uczelnia zajęła 83 miejsce.

## Biblioteka
Biblioteka oraz Centrum Informacji (ang. Library and Information Services – LIS) to zlokalizowany na terenie kampusu kompleks znajdujący się w posiadaniu ponad 800 tys. książek i czasopism, a także wielu źródeł elektronicznych, w tym ponad 23 tys. czasopism elektronicznych, oferujący także usługi z dziedziny technologii informacyjnej oraz pomoc w planowaniu kariery. Znajduje się tu ponad 1000 miejsc do nauki indywidualnej, z których prawie połowa wyposażona jest w komputery PC z dostępem do Internetu. Biblioteka i Centrum zostały wyróżnione w 2006 roku odznaczeniem Charter Mark przyznawanym w Wielkiej Brytanii za wysoki standard świadczonych usług.
Biblioteka posiada także większą część zbiorów archiwalnych z kolekcji South Wales Coalfield Collection, kilka angielskojęzycznych dzieł walijskich pisarzy oraz kolekcję dokumentów, dzienników, zdjęć oraz książek należących do pochodzącego z Walii, znanego hollywoodzkiego aktora, Richarda Burtona, podarowaną niedawno przez jego żonę Sally. Kolekcja ma stać się źródłem informacji na temat życia i pracy aktora.
Ostatnio wydłużono godziny otwarcia biblioteki (od 8:00 do 2:00 od niedzieli do czwartku oraz od 8:00 do 20:00 w piątki i soboty), w głównej czytelni został otwarty bufet z kawą a do zbiorów dołączono kolekcję książek z dziedziny pielęgniarstwa wcześniej znajdującą się w bibliotece przy szpitalu Morriston.

## Centrum sportowe
Należące do uczelni centrum sportowe znajduje się przy ulicy Sketty Lane, w pobliżu głównego kampusu. Prowadzone są tu zajęcia sportowe na kierunkach z zakresu nauk o sporcie. Centrum jest także dostępne do ogólnego użytku studentów. Wśród dostępnych tu obiektów sportowych znajdują się basen narodowy Walii (ang. The Wales National Pool), kryta bieżnia 6-torowa, siłownia, hala sportowa, korty tenisowe, korty do squasha oraz ściana wspinaczkowa. Na zewnątrz dostępne są 8-torowa bieżnia i oświetlone boiska do rugby, piłki nożnej, hokeja oraz krykieta.

## Radio Xtreme
Xtreme Radio to uniwersytecka stacja radiowa prowadzona przez studentów, założona w listopadzie 1968 roku jako Action Radio. Sygnał odbierany jest z różnych obszarów na terenie kampusu, w okolicach Swansea na 1431AM oraz na całym świecie za pośrednictwem Internetu. Stacja nadaje różnorodną muzykę, a także prezentuje szereg audycji, w tym programy dyskusyjne i sportowe. 30 listopada 2008 roku Radio Xtreme obchodziło swoje czterdzieste urodziny. Jest to trzecie najstarsze radio studenckie w Wielkiej Brytanii i najstarsze tego typu radio w Walii.

## Muzeum egipskiej sztuki starożytnej (Egipt Centre)
Egipt Centre to muzeum egipskiej sztuki starożytnej otwarte dla wszystkich zwiedzających, znajdujące się na terenie głównego kampusu w budynku Taliesin. Kolekcja muzeum liczy ponad 4000 eksponatów. Większość z nich została zebrana przez farmaceutę, Sir Henry’ego Wellcome’a. Inne pochodzą z Muzeum Brytyjskiego (ang. British Museum), muzeum The Royal Edinburgh Muzeum w Edynburgu, narodowych muzeów i galerii Walii w Cardiff, muzeum i galerii The Royal Albert Museum and Art Gallery w Devon, a także z kolekcji prywatnych darczyńców.
Pracownicy muzeum regularnie prowadzą wykłady i prelekcje poruszając tematy poszerzania współpracy, integracji społecznej oraz działalności charytatywnej. Muzeum jest regularnie odwiedzane przez grupy uczniów z różnych szkół biorących udział w stymulujących, interaktywnych programach pokazowych.